# 生命週期假說
生命週期假說（英語：Life-cycle hypothesis，縮寫為LCH），是一個總體經濟學上的消費模型假說。這個假說認為，經濟體中的個人，會根據長期的角度，來調整他消費與儲蓄的行為，而且，他們會企圖將他們一生中的消費行為，盡可能的拉平至損益兩平。這個假說認為，每個人都會想辦法讓消費在他的一生中保持穩定。這意味著，個人不會在某個時期中儲蓄的特別多，而在下一個時期拼命消費，而是會讓他們的消費水準在每個時期都保持接近不變的狀況。這個假說最早由經濟學家弗蘭科·莫迪利安尼與他的學生Richard Brumberg在1954年提出。

## 概念
生命周期假说是人们会在更长的时间（消费者的一生）范围来计划自己的生活消费开支，以达到他们在整个生命周期内消费的最佳配置。简单来说就是消费者会根据一生的收入来安排一生的消费，并且在整个周期内消费者的消费倾向具有不变的特征。在这个理论中，人们会在就业的时候储蓄，退休的时候动用。
人的一生是一个比较长时间的跨度，特别是一个人年轻的时候收入少且消费冲动。当进入中年之后，人们又会因为收入的增加与消费的理性而进行储蓄。到老年后人们又会因为劳动力的变化而减少收入，最终消费又会大于支出，形成负储蓄。

## 理论和证据
老年人储蓄也受到当前因素的影响，这些因素在很大程度上阻碍了他们花掉以前的储蓄。 其中之一就是吊销驾驶执照。 1998 年、2000 年和 2002 年对美国退休公民进行的一项广泛调查强调，“65 岁以上的人中约 90% 的出行是乘坐私家车”，并且停止驾驶具有高度相关性（46% 到 63%，Tobit 模型）减少非基本需求支出，如旅行、门票和外出就餐。
区分老年贫困人口的两种基本方法也很重要：收入贫困的人，或收入和消费两方面贫困的人。 虽然生命周期假说预测了老年人口的收入和消费模式，但 2000 年代发表的一系列研究论文强调了其他因素在使老年人口成为收入贫困者中的作用，而不是那些收入贫困的人。 收入和消费均较差。 后一类人是老年人口中最贫困的人。 这些影响因素包括：资产存量（尤其是房产）、种族和学术背景以及家庭援助网络的存在。
另一项对布基纳法索“农村、女性、受教育程度较低的弱势群体”进行的广泛调查显示，移动和易于转移资金的普及与为发生可预测事件而进行的储蓄水平没有任何相关性。 未来（例如退休期间的消费模式），同时它增加了为个人健康紧急情况以及其次为不可预测事件进行储蓄的倾向。